# SM U-97
SM U-97 var en Typ U-93 ubåt som tjänstgjorde i den kejserliga tyska flottan under första världskriget. Hon sänkte eller skadade 5 handelsfartyg på totalt 6 874 registerton.

## Design
De tyska ubåtarna av Typ U 93 föregicks av de kortare ubåtarna av Typ U-87. U-97 hade ett deplacement på 838 ton vid ytan och 1.000 ton under vatten. Hon hade en total längd på 71,55 meter, en bredd på 6,30 meter, en höjd på 8,25 meter och ett djupgående på 3,94 meter. Ubåten drevs av två motorer på 2.400 hästkrafter (1 800 kW; 2 400 shp) för användning vid ytan och två motorer på 1 200 hästkrafter (880 kW; 1 200 shp) för användning under ytan. Fartyget hade två propelleraxlar. Fartyget kunde operera på upp till 50 meters djup.
Ubåten kunde nå en hastighet på 16,8 knop (31,1 km/h) på ytan och 8,6 knop (15,9 km/h) under ytan. Under vatten kunde hon färdas 47 nautiska mil (87 km) i 5 knop (9,3 km/h); när hon var uppe på ytan kunde hon färdas 9 020 nautiska mil (15 350 km) i 8 knop (15 km/h). U-97 var utrustad med sex torpedtuber på 50 centimeter (fyra i fören och två i aktern), tolv till sexton torpeder och en 10,5 cm SK L/45 däckskanon. Hon hade en besättning på trettiosex man (trettiotvå sjömän och fyra officerare).

## Sänkta eller skadade fartyg
| Datum            | Namn           | Nationalitet   | Tonnage | Öde    |
| ---------------- | -------------- | -------------- | ------- | ------ |
| 22 november 1917 | Conovium       | Storbritannien | 86      | Sänkt  |
| 22 november 1917 | Elsena         | Storbritannien | 335     | Sänkt  |
| 22 november 1917 | Hartland       | Storbritannien | 4,785   | Skadad |
| 11 februari 1918 | HMS Westphalia | Storbritannien | 1,467   | Sänkt  |
| 2 juni 1918      | Argus          | Danmark        | 201     | Sänkt  |